# Geopark
Geopark – obszar o dokładnie wyznaczonych granicach, obejmujący stanowiska dziedzictwa geologicznego (często geostanowiska) o istotnym znaczeniu naukowym dla geologii, jak również obiekty unikatowe lub piękne, reprezentatywne dla danego regionu i jego historii geologicznej. Geopark to nie tylko walory geologiczne, obszar ten może być cenny także z archeologicznego, ekologicznego, historycznego czy kulturowego punktu widzenia.

## Cele tworzenia geoparków
Zasadnicze cele tworzenia geoparków to ochrona (ze szczególnym uwzględnieniem ochrony przyrody nieożywionej), edukacja i badania naukowe z zakresu nauk o Ziemi oraz lokalny rozwój społeczno-ekonomiczny, zgodny z zasadami zrównoważonego rozwoju. Utworzenie geoparków nie tylko podkreśla rangę takich miejsc, ale również sprzyja tworzeniu nowych miejsc pracy, np. w geoturystyce. Geoparki są kierowane i zarządzane przez wyznaczony organ władzy oraz podlegają przepisom prawa kraju, w którym występują.

## Geoparki na świecie
„Program Geoparki UNESCO” zapoczątkowany został przez Oddział Nauk o Ziemi (ang. Division of Earth Science) UNESCO w 1997 r., jako wsparcie krajowych i międzynarodowych starań w zakresie ochrony dziedzictwa Ziemi. Na potrzeby programu stworzono międzynarodowo uznawaną nazwę „Geopark UNESCO”. W 1998 r. UNESCO uruchomiło procedurę utworzenia Światowej Sieci Narodowych Geoparków, mającej docelowo objąć ponad 500 geoparków.
Do listopada 2015 roku na liście Światowej Sieci Geoparków UNESCO (ang. Global Geoparks Network UNESCO) znalazło się 119 obszarów, natomiast Europejska Sieć Geoparków (ang. European Geoparks Network), będąca częścią sieci światowej, objęła 70 obszary. 

## Geoparki w Polsce
Z inicjatywy Głównego Geologa Kraju, dr. H. J. Jezierskiego, zainicjowano działania mające na celu wypracowanie zasad i procedur wyłaniania polskich Geoparków Krajowych, które w dalszym etapie mogłyby ubiegać się o włączenie do Europejskiej Sieci Geoparków. Wstępna lista obejmowała 10 propozycji. Obecnie status Geoparku Krajowego, nadany przez Ministerstwo Środowiska, posiadają 3 obszary: polska część Łuku Mużakowa (od 21.10.2009 r.), rejon Góry św. Anny (od 1.06.2010 r.) oraz Karkonoski Park Narodowy wraz z otuliną (od 10.09.2010 r.). Jedynymi polskimi geoparkami włączonymi do sieci geoparków UNESCO są Transgraniczny Geopark Łuk Mużakowa (geopark polsko-niemiecki), Geopark Świętokrzyski oraz Geopark Krainy Wygasłych Wulkanów.